# Bala de plata

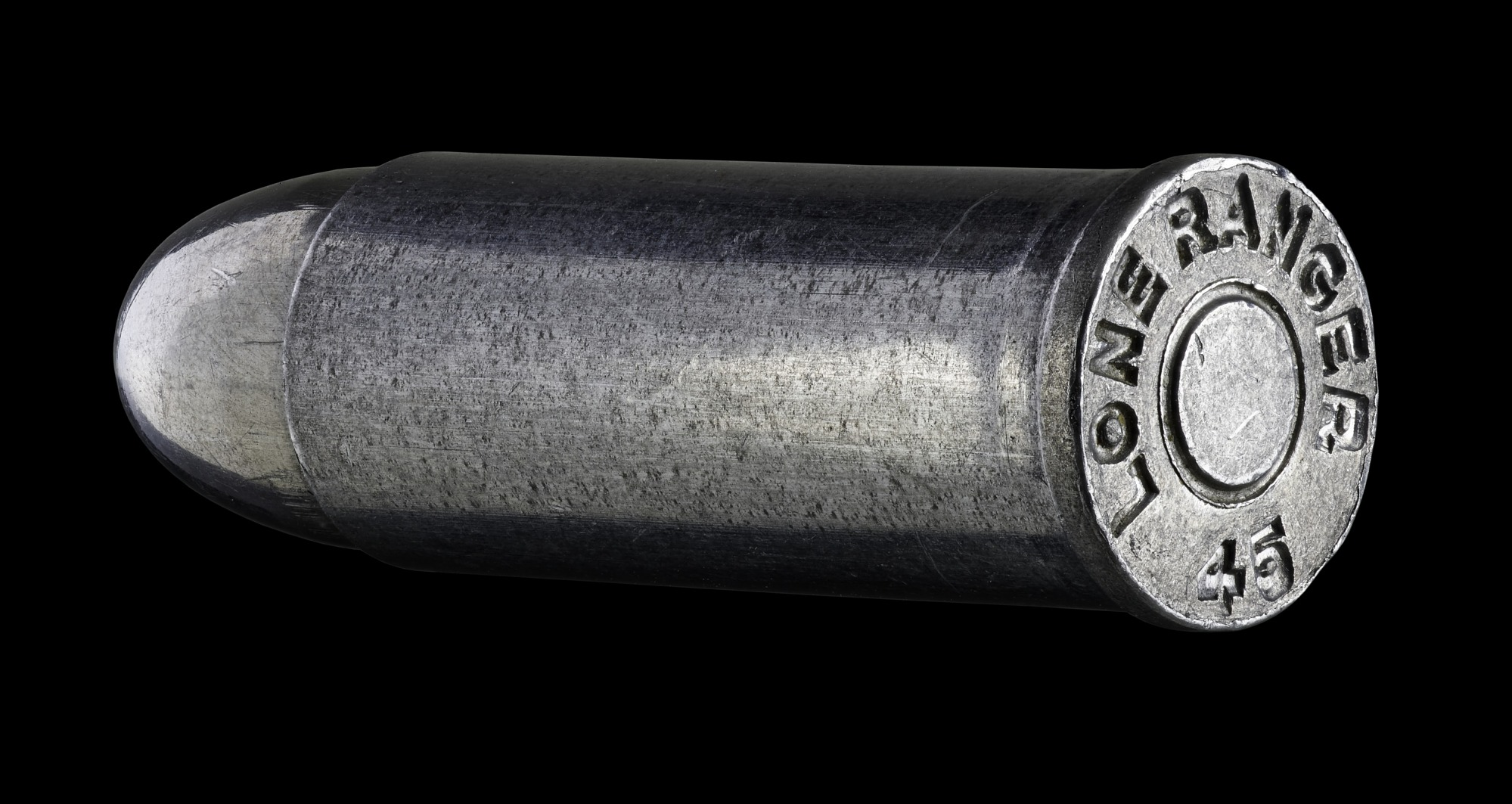
Una bala de plata de utilería, como la que usa el Llanero Solitario; la eficacia de las auténticas balas de plata en comparación con las de plomo no se conoce del todo.

Según algunas leyendas, cuentos y tradiciones, una bala de plata es el único tipo de munición para un arma de fuego que resultaría efectiva para matar licantropos,  brujas y a otras criaturas fantásticas. El término también es una metáfora de una solución simple, aparentemente mágica, para un problema difícil: por ejemplo, la penicilina fue una bala de plata que curó muchas infecciones bacterianas.

## Origen
La plata es un metal considerado durante mucho tiempo como poseedor de propiedades místicas, debido a su rareza en estado natural. Por igual, la plata se asociaba a la luna (míticamente). Fue utilizada por diversas culturas de la antigüedad como la griega, la romana, la sumeria, la babilonia, y la egipcia.

## Folclore
La idea de la vulnerabilidad del hombre lobo hacia la plata proviene de diversas leyendas, como la de Gévaudan, en la cual un enorme lobo es asesinado por Jean Chastel, quién poseía un mosquete cargado con balas de plata.
En el cuento de los Hermanos Grimm; Los Dos Hermanos, una bruja inmune a las balas ordinarias, es asesinada con botones de plata disparados desde una pistola.
En algunas canciones épicas sobre el líder búlgaro Delyo, se glorifica su inmunidad a cualquier espada y arma ordinaria, por lo cual sus enemigos fabricaron una bala de plata para asesinarlo.

## Mercurio
Hay una versión que asegura que las leyendas sobre como matar a un hombre lobo mencionan la plata, pero que en la época en que fueron escritas, se pensaba que el mercurio era una especie de plata líquida. Es así que algunos piensan que el metal utilizado para matar a un hombre lobo sería el mercurio en lugar de la plata. La utilización de semejante metal provocaría además el envenenamiento por mercurio debido a su elevada toxicidad.